# ارتفاعات آزادی
ارتفاعات آزادی (انگلیسی: Liberty Heights) فیلمی در ژانر کمدی-درام به کارگردانی بری لوینسون است که در سال ۱۹۹۹ منتشر شد.

## خلاصه فیلم
روابط نژادی، بزرگ‌شدن و رابطه پدر و پسر در بالتیمور در سال‌های ۱۹۵۴ تا ۱۹۵۵ در این فیلم به تصویر کشیده می‌شود. گوناگونی نژادی به دبیرستان راه یافته و…

## بازیگران
- آدرین برودی
- بن فاستر
- اورلاندو جونز
- جو مانتگنا
- جاستین چیمبرز
- آنتونی اندرسون
- بی‌بی نیوورتس
- دیوید کرامهولتز
- کارولین مورفی
- کوین سوسمن
- شین وست
- جیک هافمن
- جیمز پیکنز جونیور
- کتی فینران
- کیرستن وارن
- ربه‌کا جانسون
- ریچارد کلین
- میشا کالینز